# Kahê
Kahê, właśc. Carlos Eduardo de Souza Floresta (ur. 20 sierpnia 1982 w São Paulo) – piłkarz brazylijski grający na pozycji napastnika. Od 2017 roku jest zawodnikiem klubu Yeni Amasyaspor.

## Kariera klubowa
Karierę piłkarską Kahê rozpoczynał w klubie Portuguesa z São Paulo. Następnie został zawodnikiem Nacionalu i w latach 2002-2004 grał w nim w drugiej lidze stanowej. W maju 2004 odszedł do SE Palmeiras. 23 maja 2004 zadebiutował w pierwszej lidze brazylijskiej w zwycięskim 4:0 wyjazdowym meczu z Santosem FC. W Palmeiras występował przez rok.
Na początku 2005 roku Kahê przeszedł do klubu Ponte Preta z miasta Campinas. Swój pierwszy ligowy mecz w nim rozegrał 24 kwietnia 2005 przeciwko Athletico Paranaense (1:0) i strzelił w nim gola. W Ponte Preta występował do lata 2005.
Kolejnym klubem Kahê w karierze była niemiecka Borussia Mönchengladbach. W Bundeslidze swój debiut zanotował 10 września 2005 w zwycięskim 2:1 domowym meczu z MSV Duisburg. W sezonie 2006/2007 spadł z Borussią do drugiej ligi.
Po spadku Borussii Kahê trafił do Turcji i podpisał kontrakt z klubem Gençlerbirliği z Ankary. W Süper Lig zadebiutował 16 września 2007 w przegranym 0:2 domowymm spotkaniu z Vestelem Manisaspor. W Gençlerbirliği grał do końca sezonu 2009/2010.
W 2010 roku Kahê ponownie zmienił klub i przeszedł do Vestelu Manisaspor. Zadebiutował w nim 15 sierpnia 2010 w meczu z Karabüksporem (1:2), w którym strzelił gola. NAstępnie grał w Denizlisporze, Karşıyace, Oeste Futebol Clube i Kedah FA, a w 2017 trafił do Yeni Amasyaspor.
| Sezon   | Klub                     | Kraj     | Rozgrywki                    | Mecze | Bramki |
| ------- | ------------------------ | -------- | ---------------------------- | ----- | ------ |
| 2002    | Nacional                 | Brazylia | Campeonato Paulista Série A2 | ?     | ?      |
| 2003    | Nacional                 | Brazylia | Campeonato Paulista Série A2 | ?     | ?      |
| 2004    | Nacional                 | Brazylia | Campeonato Paulista Série A2 | ?     | ?      |
| 2004    | SE Palmeiras             | Brazylia | Série A                      | 14    | 4      |
| 2005    | Ponte Preta              | Brazylia | Série A                      | 20    | 11     |
| 2005/06 | Borussia Mönchengladbach | Niemcy   | Bundesliga                   | 27    | 2      |
| 2006/07 | Borussia Mönchengladbach | Niemcy   | Bundesliga                   | 26    | 4      |
| 2007/08 | Gençlerbirliği           | Turcja   | Süper Lig                    | 26    | 5      |
| 2008/09 | Gençlerbirliği           | Turcja   | Süper Lig                    | 31    | 6      |
| 2009/10 | Gençlerbirliği           | Turcja   | Süper Lig                    | 30    | 7      |
| 2010/11 | Vestel Manisaspor        | Turcja   | Süper Lig                    | 29    | 10     |
| 2011/12 | Vestel Manisaspor        | Turcja   | Süper Lig                    | 29    | 0      |
| 2012/13 | Vestel Manisaspor        | Turcja   | TFF 1. Lig                   | 36    | 18     |
| 2013/14 | Denizlispor              | Turcja   | TFF 1. Lig                   | 33    | 11     |
| 2014/15 | Karşıyaka SK             | Turcja   | TFF 1. Lig                   | 29    | 7      |
| 2014/15 | Oeste Futebol Clube      | Brazylia | Série B                      | 9     | 1      |
| 2016    | Kedah FA                 | Malezja  | Malaysia Super League        | 12    | 4      |

## Kariera reprezentacyjna
W swojej karierze Kahê rozegrał 3 mecze w reprezentacji Brazylii U-20.